# Austin Aries
Daniel Healy  Solwold, Jr., plus connu sous le nom d'Austin Aries, est un catcheur (lutteur professionnel) américain né le 15 avril 1978 à Milwaukee.
Aries a fait une grande partie de sa carrière à la Ring of Honor, où il fut le premier à avoir remporté le Championnat du Monde de la ROH à deux reprises. Il y a également remporté le Championnat par équipes de la ROH. À la TNA, il a remporté une fois le Championnat du Monde Poids Lourds de la TNA, quatre fois le Championnat X Division de la TNA - détenant le plus long règne de ce titre - et une fois le Championnat par équipe de la TNA avec Bobby Roode, devenant le cinquième Triple Crown Champion de la compagnie.

## Jeunesse
Solwold est un fan de catch notamment de l'American Wrestling Association. Il fait du football américain, de la lutte et du baseball au lycée. C'est la pratique de ce dernier sport qui lui permet d'être un des membres de l'équipe de baseball de l'université d'État de Winona. Il n'apprécie pas l'ambiance du campus universitaire et quitte l'équipe après un mois.

## Carrière

### Débuts (2000-2004)
Solwold pratique à Waukesha dans le Wisconsin plusieurs sports comme le football américain, la lutte et le baseball. Il commence des études en communication à la Winona State University de Winona dans le Minnesota, plus tard il change pour la psychologie. 
Solwold est entraîné par Eddie Sharkey et Terry Fox en 2000 et débute le 24 novembre 2000, face à "Sheriff" Johnny Emerald.

### World Wrestling Entertainment (2003-2004)
Le 12 août 2003 lors de Velocity, il perd contre Mortis.
Le 19 janvier 2004, il perd avec Shawn Daivari contre les Dudley Boyz.

### Ring of Honor (2004-2007)

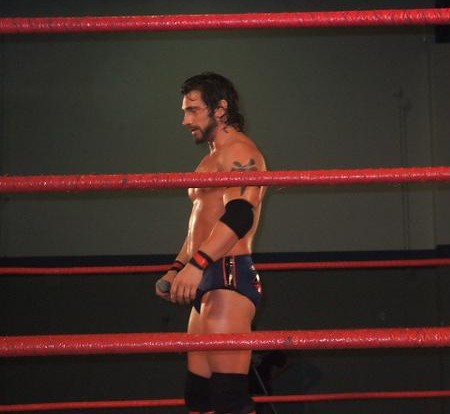
Austin Aries en 2006.

Aries s'est joint à la promotion Ring of Honor (ROH) basée en Pennsylvanie le 24 avril 2004 à ROH: Reborn Stage 2 dans lequel Aries a perdu un four corner survival match qui incluait aussi Jimmy Rave, Rocky Romero, et le gagnant, Nigel McGuinness. Aries est retourné à la ROH le 22 mai au gala Generation Next, pour prendre part à une série d'un soir seulement qui allait mettre en valeur les jeunes stars montantes de la ROH. Alex Shelley a choisi Aries, avec Roderick Strong et Jack Evans, comme membre d'un nouveau groupe (qui avait le même but que le gala) qui, au lieu de mériter leur place dans la ROH, ils allaient tout simplement la prendre. Le groupe a pris le nom de Generation Next et ont pris part à toutes sortes de batailles contre des lutteurs de la ROH pendant l'été 2004.
Aries a capturé le titre poids-lourds de la ROH le 26 décembre 2004, à Philadelphie en Pennsylvanie, en battant Samoa Joe. Après six mois de défenses de titres dont plusieurs à l'extérieur du pays, Aries a perdu le titre contre CM Punk le 18 juin 2005. Aries est alors devenu l'entraineur principal de l'école de lutte de la ROH, remplaçant CM Punk qui se dirigeait à la WWE.
Le 17 décembre à Edison au New Jersey à Final Battle 2005, Aries a fait équipe avec Strong pour battre Sal Rinauro et Tony Mamaluke pour les titres par équipe de la ROH.
Avec leurs nouveaux membres Matt Sydal et Jack Evans qui faisaient des tournées au Japon, Strong et Aries ont annoncé le 3 juin 2006 qu'ils quittaient Generation Next.
Pour la première fois, Aries a affronté un des meilleurs heavyweights juniors du Japon, KENTA à Chicago le 24 juin 2006 dans un match qu'il a perdu.

### Total Nonstop Action Wrestling (2005-2007)
En juillet 2005, la Total Nonstop Action Wrestling a fait un sondage sur son site internet pour choisir un adversaire pour le Champion de la Division X "The Fallen Angel" Christopher Daniels à leur pay-per-view du 14 août, TNA Sacrifice 2005. Nommé comme Internet dream match, le sondage a offert aux votants les choix de Aries, Roderick Strong, Jay Lethal et Matt Sydal (aucun n'était sous contrat avec la TNA ou est même apparu avec la compagnie auparavant). Aries a gagné le sondage par une marge écrasante et a affronté Daniels dans un match à Sacrifice qu'il a perdu. Après cet évènement, Aries a battu Roderick Strong à TNA Unbreakable le 11 septembre 2005 dans un Showcase match.
Le 22 septembre 2005, Aries a annoncé sur son site qu'il avait reçu une offre de contrat de la TNA et allait la signer. Il est devenu un membre à part entière de la TNA, et a formé un clan avec Roderick Strong et Alex Shelley. Les fans ont appelé ce groupe The Genbassy, une combinaison des groupes dans lesquels Aries, Strong et Shelley faisaient partie à la Ring of Honor, Generation Next et The Embassy.
En février 2006, lui et Aries ont été suspendus pour deux mois car ils ont décidé d'honorer leur engagements à la Ring Of Honor le samedi qui précédait le pay-per-view TNA Against All Odds 2006 bien que la direction leur ait demandé de prendre un vol vers Orlando puisqu'il y avait une grosse tempête de neige dans la région et ils risquaient de manquer le PPV. Par la suite Aries confirme sur son site web avoir re-signé avec la TNA et annonce son retour prochain à iMPACT!. Des promos sont ensuite diffusées ou on annonce le retour de Aries à Bound for Glory 2006 avec le message suivant A Starr is Born.
Starr revient le 22 octobre 2006 à Bound for Glory 2006, en remportant le « Kevin Nash Open Invitational X Division Gauntlet Battle Royal match ». Lors du iMPACT! suivant, on annonce que Starr travaillera désormais sous la férule de Kevin Nash et du groupe Paparazzi Productions, et fera équipe avec Alex Shelley. Starr remplace Johnny Devine comme membre du Paparazzi Productions et participe au Paparazzi Championship Series avec Shelley, contre qui il perdra en finale lors de Final Resolution 2007. Starr entre ensuite en rivalité avec Senshi.

### Retour à la Ring of Honor et Circuit indépendant (2007-2011)
Le 13 juin 2009, à Manhattan Mayhem III, il bat Jerry Lynn & Tyler Black et remporte le ROH World Championship pour la deuxième fois. Le 13 février 2010, il devient le mentor de Kenny King & Rhett Titus. Lors de 8th Anniversary Show, il perd son titre contre Tyler Black.
Lors de Freedom Fight, lui, Ricochet et Genki Horiguchi perdent contre Johnny Gargano, Chuck Taylor et Rich Swann. Lors de Fearless, il bat Johnny Gargano. Lors de Uprising, il perd contre Susumu Yokozuna.
Lors de Super 8 Tournament, il bat Bobby Shields puis perd contre Adam Cole.
Lors de Style Battle, il perd contre Bobby Fish.
Lors de In Full Force, il bat AR Fox.
Lors de A Star Weekent Night 1, lui et Roderick Strong battent The Cutler Brothers.

### Retour à la Total Nonstop Action Wrestling (2011-2015)

#### X-Division Champion (2011-2012)

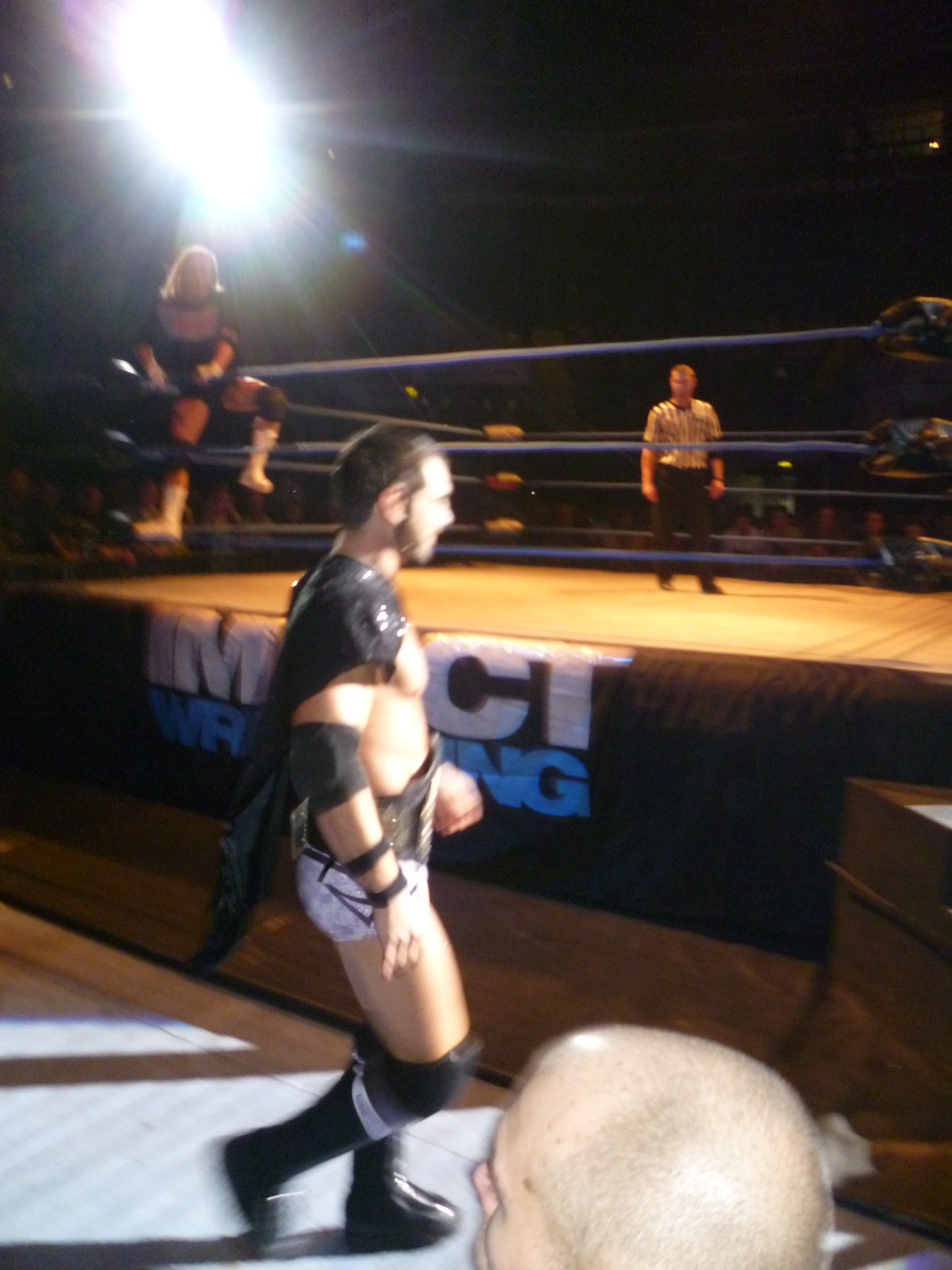
Austin Aries durant son entrée, en tant que Champion de la X Division, en 2012.

Aries fait son retour à la TNA le 13 juin 2011 et bat Jimy Rave et Kid Kash dans un 3 Way Dance match pour se qualifier pour le Fatal 4 Way match de Destination X. Lors de Destination X, il bat Zema Ion, Jack Evans et Low-Ki, le vainqueur gagnait un contrat à la TNA. Lors de Impact Wrestling le 14 juillet, Austin Aries dispute son premier match contre Shannon Moore. Il remporte le match en trichant, il s'empare du livre de Shanoon, pendant que l'arbitre sort le livre du ring Austin frappe Shannon avec la chaîne du livre. Aries entre en course pour le Championnat de la X Division détenu par Brian Kendrick. Il l'affronte à Hardcore Justice pour le titre dans un match qui comprenait également Alex Shelley, mais ne parvient pas à remporter le match.
Aries finit par remporter pour la première fois le Championnat de la X Division à No Surrender, en battant Brian Kendrick. Il conserve le titre face à Brian Kendrick à Bound For Glory. Lors de Turning Point, il bat Kid Kash et Jesse Sorensen et conserve le titre. Lors de Final Resolution, il conserve le titre contre Kid Kash. Lors de Genesis 2012, il bat Kid Kash, Jesse Sorensen et Zema Ion et conserve le titre. À Against All Odds, il bat Alex Shelley et conserve le titre. Lors de Impact Wrestling le 8 mars, il perd contre Zema Ion par disqualification et conserve donc le titre.

#### TNA World Heavyweight Champion (2012-2013)
Lors de Victory Road, il bat une nouvelle fois Zema Ion, conserve son titre et effectue un face turn. Ce face turn se confirme lors de Impact Wrestling le 29 mars, où Aries se propose comme partenaire de James Storm, et battent Bully Ray et Bobby Roode. Lors de Lockdown, Aries fait partie de l'équipe de Garrett Bischoff au Lethal Lockdown, et rentre en 4e dans le match. Son équipe remporte le match. Lors du Impact Wrestling suivant, lui et Matt Morgan perdent contre Crimson et Bully Ray à cause d'un Brainbuster d'Aries contré par Bully Ray. Lors de Impact Wrestling le 10 mai, il bat Zema Ion et conserve le titre. Lors de Sacrifice, il bat Bully Ray par soumission. Lors du Impact Wrestling suivant, il participe à une bataille royale pour déterminer l'un des 4 prétendants au Championnat du Monde Poids-Lourds mais est éliminé en avant-dernier par Gunner. Ce sera finalement A.J. Styles qui remportera le match. Lors de Impact Wrestling le 31 mai, il bat Chris Sabin et conserve le titre. La semaine suivante, il perd face à Crimson, à la suite d'une attaque de Samoa Joe que l'arbitre n'a pas vu. Lors de Slammiversary X, il bat Samoa Joe. Lors de Impact Wrestling le 21 juin, il bat Chris Sabin et Zema Ion dans un Ultimate X match et conserve le titre. À la suite de ce match, Hulk Hogan vient féliciter Aries de cette victoire et lui propose d'avancer dans sa carrière et d'avoir sa première chance au Championnat du Monde Poids de la TNA, en échange du Championnat de la X Division. Aries accepte et, lors de Destination X, il bat Bobby Roode et devient pour la première fois de sa carrière Champion du Monde Poids-Lourd de la TNA, réalisant son rêve en l'espace d'un an. Lors de Impact Wrestling le 19 juillet, il met son titre en jeu face à Bobby Roode. Le match ne se termine pas à la suite d'une attaque des Aces & Eights. Aries affronte à nouveau Roode à Hardcore Justice, et conserve le titre.
Le prochain adversaire sera Jeff Hardy, celui-ci ayant remporté les Bound for Glory Series obtient un match pour le titre face à Aries à Bound for Glory. Aries effectue un heel turn peu de temps avant Bound for Glory, en attaquant Hardy, lui avouant être jaloux de sa popularité. Lors de Bound for Glory, après un grand match, Aries perd le titre face à Jeff Hardy. Il obtient un match revanche pour le titre à Turning Point dans un Ladder match, mais ne parvient à remporter le match. Lors de Impact Wrestling le 29 novembre, il bat Rob Van Dam par disqualification mais ne remporte pas le Championnat de la X Division. Lors de l'Impact Wrestling du 20 décembre, il perd contre Jeff Hardy et ne remporte pas le TNA Heavyweight Championship. Lors de Genesis 2013, il perd contre Jeff Hardy dans un Elimination Match qui comprenait également Bobby Roode et ne remporte pas le TNA World Heavyweight Championship.

#### Alliance avec Bobby Roode, TNA World Tag Team Champion et X Division Champion (2013)

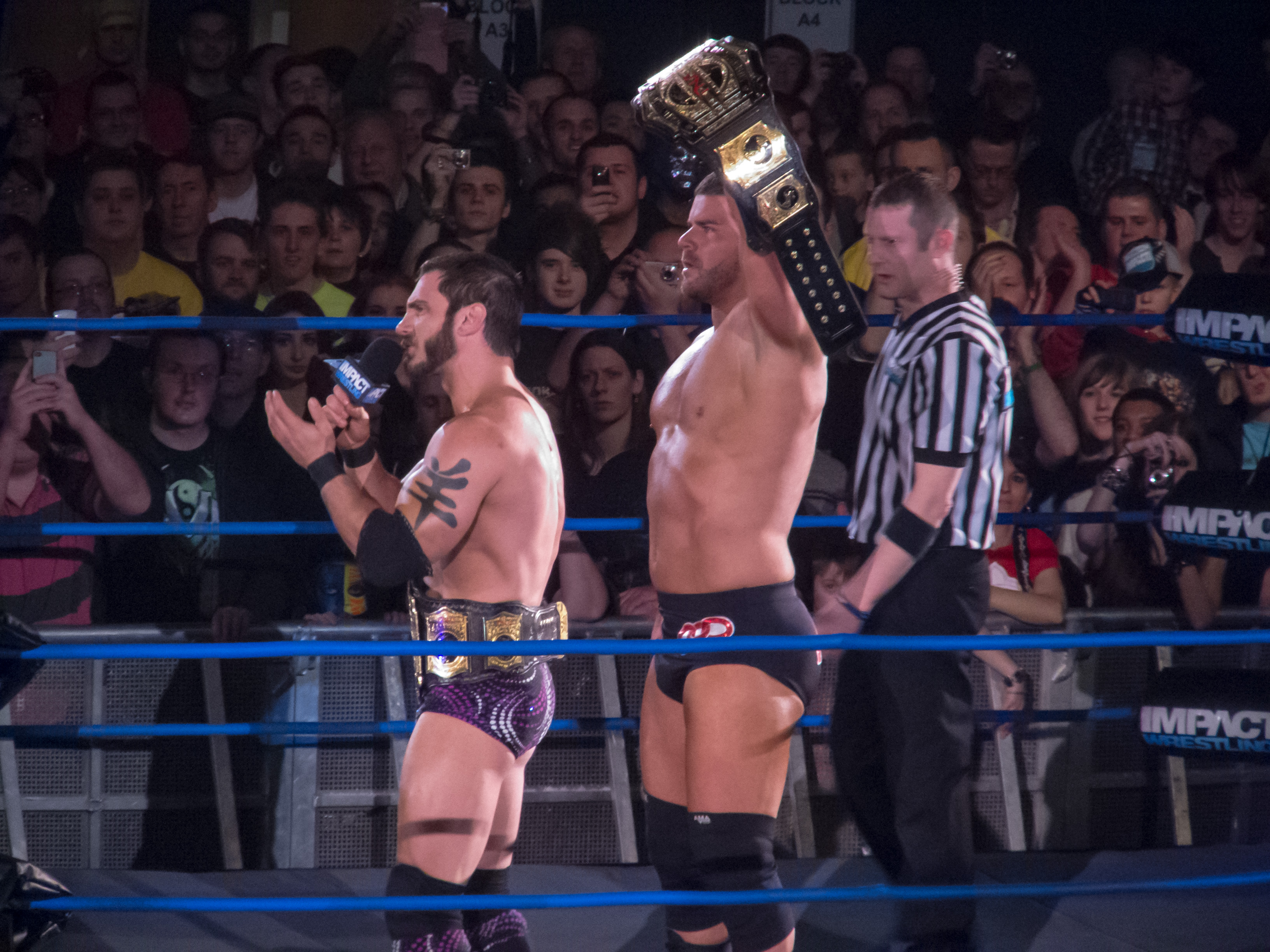
Bobby Roode et Austin Aries en tant que TNA World Tag Team Champions.

Lors de Impact Wrestling du 17 janvier, avant le mariage entre Bully Ray & Brooke Hogan, Bobby Roode et Austin Aries rejoignent le ring. Ils rappellent tous ce qu’ils ont fait à la TNA en un an et se plaignent d’à peu près tout. Ils sont interrompus par Chavo Guerrero, Jr et Hernandez qui disent en avoir marre de les entendre tout le temps se plaindre. Le 31 janvier a Impact Wrestling live à la Manchester Arena, il bat Chavo Guerrero Un brawl éclate alors. Lors de Impact Wrestling du 7 février, lui et Bobby Roode battent Chavo Guerrero et Hernandez et remportent Les Championnats du Monde par Équipe de la TNA et Austin Aries devient alors Triple Crown Champion, le cinquième de l'histoire de la TNA, puisqu'il a détenu les trois championnats les plus importants de la compagnie. Lors de Lockdown 2013, Bobby Roode et lui battent Chavo Guerrero et Hernandez et Christopher Daniels et Kazarian pour conserver leurs titres. Lors du 454e IMPACT Wrestling, Bobby Roode et lui battent Chavo Guerrero et Hernandez et conservent leurs titres. Lors du 457e IMPACT Wrestling, Bobby Roode et lui perdent contre Chavo Guerrero et Hernandez et perdent leurs titres.
Lors de Slammiversary XI, ils perdent face à Chavo Guerrero et Hernandez, Bad Infuence (Kazarian et Christopher Daniels) et James Storm et Gunner, match remporté par ces derniers, et ne remportent donc pas les TNA World Tag Team Championship. Le 13 juin à Impact Wrestling, Hulk Hogan annonce le retour des Bound for Glory Series (2013) qui mènera le nouveau aspirant no 1 au titre du Championnat du Monde de la TNA au main event de Bound for Glory.Durant l'épisode d'Impact Wrestling du 20 juin, Austin Aries bat Jay Bradley pour son premier BFG Series match à Impact Wrestling, le 27 juin 2013, grimé en Suicide il bat Kenny King & Chris Sabin et remporte le TNA X Division Championship pour la deuxième fois.La semaine suivante, il perd son titre face à Manik et Chris Sabin, ce dernier ayant gagné devient le nouveau aspirant no 1 au titre du Championnat du Monde de la TNA.

#### TNA X Division Champion (2013-2014)
Lors de Destination X du 18 juillet, il gagne contre Bobby Roode et plus tard dans soirée, Aries en coulisses avec Chris Sabin. Un Aries surprenant puisqu'il est plutôt amical avec le challenger. Aries pense qu'il a révélé le vrai potentiel de Sabin.Il est maintenant prêt et il doit gagner le titre ce soir.Le 12 septembre à Impact Wrestling, il perd en demi-finale des Bound For Glory Series contre A.J. Styles. Lors de Impact Wrestling du 26 septembre, il bat Kenny King. Le 12 décembre, il bat Chris Sabin et remporte le TNA X Division Championship pour la troisième fois. Lors de Impact Wrestling du 2 janvier, il perd le titre contre Chris Sabin.Il obtient sa revanche lors de Genesis en battant Chris Sabin et remporte à nouveau le TNA X Division Championship.Lors de Impact Wrestling du 6 février 2014,il bat Zema Ion et conserve son titre.
Lors de Impact Wrestling du 27 février, il est arbitre spécial du match entre Bobby Roode et MVP, il fait perdre MVP et effectue un Heel Turn par la même occasion.lors du show TNA Outbreak a la WRESTLE-1 il perd le titre contre Seiya Sanada.

#### Rivalité avec MVP et départ (2014-2015)
Le 22 mai à Impact il aide Eric Young à faire fuir MVP, Kenny King et Bobby Lashley et effectue un Face Turn. Plus tard dans la soirée il bat MVP par disqualification à la suite d'une attaque de Kenny King et Bobby Lashley. 
Il quitte la TNA en juin 2015

### Second retour à la Ring of Honor (2015)
Le 6 juillet, il est annoncé sur le site officiel de la compagnie qu'Austin Aries fera son retour le 17 juillet à l'occasion d'un show Ring of Honor Wrestling à Las Vegas dans le Nevada.
Il fait équipe avec Moose et Jay Lethal et perdent contre Dalton Castle, Jay Briscoe et Kyle O'Reilly.

### World Wrestling Entertainment (2016-2017)

#### NXT Wrestling (2016-2017)
Le 22 janvier 2016, la WWE annonce la signature d'Aries qui rejoint NXT, le club-école de la fédération.
Le 2 mars, William Regal l'introduit comme la nouvelle star de NXT et il se fait attaquer par Baron Corbin avant de monter dans le ring. Il fait ses débuts dans le ring à NXT Takeover: Dallas en battant Baron Corbin.  
Le 8 juin à NXT TakeOver : The End, Austin Aries perd contre Shinsuke Nakamura. 
Le 22 juin à NXT, Aries est interviewé en backstage et est interrompu par No Way Jose. Le même soir, Aries arrive dans le ring après une victoire de Jose et danse avec ce dernier sur son theme song, avant d'effectuer un heel turn en lui portant le Last Chancery.

#### Commentateur à 205 Live, Débuts à RAW et départ (2017)
Le 26 octobre 2016, Aries se blesse à l'œil à la suite d'un coup de pied au visage de Shinsuke Nakamura. Cette blessure s'avère sérieuse et nécessite une opération. Durant sa convalescence, il devient à partir du 29 novembre un des commentateurs de 205 Live avec Corey Graves et Mauro Ranallo.
Lors du RAW du 6 mars 2017, il interviewe Neville après sa victoire sur Rich Swann pour le WWE Cruiserweight Championship. Après de multiples provocations du champion, il l'attaque avant de poser avec le titre, et devient face pour ses débuts dans le roster principal. Le 13 mars à Raw , il bat Aryia Daivari. Le 27 mars à Raw, il bat Noam Dar.
Lors du pré-show de WrestleMania 33, il perd contre Neville et ne remporte pas le WWE Cruiserweight Championship. Lors de Payback 2017, il ne devient pas WWE Cruiserweight Championship. Il remporte le match par disqualification après que Neville tire l'arbitre pendant qu'il subissait le Last Chancery Le 29 mai à Raw, il gagne avec Jack Gallagher contre TJP et Neville. Lors de Extreme Rules, il perd contre Neville dans un Submission match et rate sa troisième chance pour le WWE Cruiserweight Championship. Il est depuis en inactivité.
Le 8 juillet 2017, il demande à être libéré de son contrat, la WWE accepte et lui souhaite le meilleur pour le futur.

### Circuit Indépendant (2017...)
Le 17 novembre lors de House of Hardcore 34, il bat Matt Delray. Le 18 novembre lors de House of Hardcore 35, il bat Alex Reynolds.
Le 13 avril 2018, il bat Shane Strickland lors d'un show de la DEFY Wrestling et remporte le DEFY Wrestling Championship. 
Le 20 avril 2018 lors de MLW Fusion, il bat ACH.
Le 2 septembre lors de Warrior Wrestling #2, il perd avec Jeff Cobb, Rich Swann et Rey Mysterio, Jr. contre Brian Cage, Penta El Zero M, Rey Fenix et Sammy Guevarra.
Le 26 septembre 2018, Aries perd le World Series Championship contre Robbie Eagles.

### Defiant Wrestling (2017–2018)

#### Defiant World Champion (2017-2018)
Le 5 décembre 2017 lors d'un show de la Defiant, il bat Marty Scurll et remporte le Defiant World Title. Lors de Defiant #5, il conserve son titre contre Travis Banks grâce à une distraction d'El Ligero et Joe Hendry. Lors de Defiant #8, il conserve son titre contre Gabriel Kidd et montre du respect à ce dernier après le match. Le 28 avril 2018 lors de Defiant No Regrets, il perd le Defiant World Title contre Rampage.

### Impact Wrestling (2018)

#### Double Impact World Champion et Impact Grand Champion (2018)
Le 1er février, il fait son retour à Impact en confrontant Eli Drake et en le défiant pour le Global Championship, juste après, il bat Eli Drake en moins de 2 minutes et remporte le titre. Lors de Impact du 15 février, il conserve son titre en battant Eli Drake. Le 8 mars lors de Crossroads 2018, il bat Johnny Impact et conserve son titre, après le match, Alberto El Patron vient applaudir Aries de sa victoire. Le 15 mars à Impact, il est interviewé par Alberto El Patron, à la fin de l'entretien, il défie El Patron de lui prendre le Impact Championship. Le 29 mars à Impact, il conserve son titre contre Matt Sydal et remporte le Impact Grand Championship de ce dernier. Le 6 avril lors de Impact vs Lucha Underground, il perd un triple threat match contre Pentagón Jr., ce match impliquait aussi Fenix. Le 18 avril lors de Wrestlecon, il perd un triple threat match contre Pentagón Jr., ce match impliquait aussi Fenix. 
Le 22 avril lors de Impact Redemption, il perd le Impact World Championship contre Pentagón Jr, ce match impliquait aussi Fenix. Le 26 avril à Impact, Austin Aries confronte Pentagon Jr., Eli Drake et Scott Steiner et est attaqué par ces deux derniers. Le 3 mai à Impact, il confronte Eli Drake lui disant qu'il n'aurait aucun mal à le battre s'il remportait le titre de Impact World Champion de Pentagon Jr., plus tard il vient interférer dans une conversation entre Grado et Joseph Parks. Le 17 mai à Impact, il perd avec Matt Sydal contre El Hijo del Fantasma et Pentagón Jr.. Le 31 mai à Impact, il affronte Pentagón Jr. pour le Impact World Championship une première fois le match se termine en double décompte à l'extérieur, Aries demande alors à ce que le match recommence, le deuxième match se termine de la même façon, Pentagon demande alors que le match recommence, la troisième fois, lorsque l'arbitre eu le dos tourné, Aries porta un low blow sur Pentagon et fit ensuite le tombé pour le compte de trois, remportant ainsi le Impact World Championship pour la troisième fois de sa carrière et effectuant par la même occasion un Heel Turn. 
Le 4 juin, Aries annonce que le Impact Grand Championship et le Impact World Championship sont unifiés, ce qui fait de Aries le dernier Impact Grand Champion. Le 29 juin (enregistré le 3 juin) lors de One Night Only : Zero Fear, il bat Rich Swann par soumission et conserve le Impact World Title. Le 12 juillet à Impact, il interrompt DeAngelo Williams lors d'une interview. Aries fera ensuite preuve de manque de respect envers Williams ainsi que son ami Moose avant de le frapper avec un micro, il tentera ensuite de le frapper avec une chaise mais Williams parviendra à riposter jusqu'à ce que Aries lui porte un low blow. Le 19 juillet à Impact, il confronte Moose en vue de leur match prévu pour Slammiversary, Aries frappe Moose avec une chaise mais ce dernier prendra le dessus faisant fuir Aries.
Le 22 juillet lors de Slammiversary XVI, il bat Moose et conserve le Impact World Championship.
Le 26 juillet à Impact, Aries offre une opportunité pour le Impact World Championship à quiconque voudrait s'emparer du titre, il est alors attaqué par Eddie Edwards armé d'un kendo stick. Le 2 août à Impact, il conserve son titre en battant Dustin Cameron par forfait, après le match, il provoque Anthony Carelli le manager de Cameron qui lui porte un low blow. Il est ensuite attaqué par Eddie Edwards armé d'un kendo stick. Le 9 août à Impact, Aries conserve le Impact World Title en battant Eddie Edwards à la suite d'une intervention de Killer Kross venu en aide à Aries en attaquant Edwards. À la suite de cette aide de Kross, Aries et lui s'allient. Le 16 août à Impact, Aries et Killer Kross sont attaqués par Eddie Edwards mais ils parviennent vite à prendre le dessus lorsque Kross étrangla Edwards.
Le 23 août à Impact, Kross et Aries attaquent Edwards, lui portant notamment un sleeper hold combiné à une figure four leglock, ils tenteront ensuite de lui briser la nuque avec une chaise mais ils seront repoussés par Moose armé d'une chaise.
Le 30 août lors de Impact ReDefined, Moose porte un Spear sur Eddie Edwards en plein match par équipe avec ce dernier contre Austin Aries & Killer Kross effectuant ainsi un Heel Turn. Après le match, Aries, Kross et Moose continuent de s'en prendre à Edwards, le frappant à la nuque avec une chaise. 
Le 6 septembre à Impact, Johnny Impact interrompt Austin Aries en lui annonçant que à Bound for Glory 2018, ça sera Johnny Impact contre Austin Aries pour le Impact World Championship. Aries, Moose et Killer Kross attaquent alors Johnny Impact et le mettent K.O à l'extérieur du ring. Le 13 septembre à Impact, Aries offre un match de championnat pour le titre mondial d'Impact à Fallah Bahh. Plus tard, il bat Bahh par soumission et conserve son titre et attaque KM et Bahh après le match. Le 20 septembre à Imact, il bat Texano Jr et conserve son titre. Après le match, Aries, Moose et Kross sont attaqués par Johnny Impact, lorsqu'ils sortiront du ring ils se feront attaqués par Eddie Edwards armé d'un kendo stick.  
Le 11 octobre à Impact, Aries, Moose et Killer Kross battent Johnny Impact, Eddie Edwards et Fallah Bahh. Lors de Bound for Glory 2018, il perd son titre contre Johnny Impact.

### Ring of Honor (2018)
Le 9 mars 2018, il apparaît lors du 16e anniversaire de la Ring of Honor, où il défie Le ROH Television Champion Kenny King pour son titre. Le 7 avril lors de Supercard of Honor XII, il vient en aide à Kenny King qui venait de perdre son titre au cours d'un Last man standing match contre Silas Young et qui se faisait attaquer par ce dernier et défie Young pour le ROH Television Championship. 
Lors de l'épisode du 6 juin (enregistré le 13 mai), il perd par disqualification contre Silas Young pour le titre de la télévision de la ROH, après cette décision de l'arbitre, il portera un low blow sur ce dernier effectuant ainsi un Heel Turn. Kenny King tentera de le raisonner mais il portera également un low blow sur King suivi d'un Brainbuster et d'un Last Chancery, il quitte ensuite l'arène dans un grand d'état de rage. 
Le 29 juin lors de ROH Best in the World 2018, il bat Kenny King.

## Palmarès
- European Pro Wrestling
  - EPW Heavyweight Championship (1 fois)
- Defiant Wrestling
  - 1 fois Defiant Champion [65]
- International Pro Wrestling : United Kingdom
  - IPW:UK World Championship (1 fois, actuel)

- Mid-American Wrestling
  - 1 fois Champion Junior Poids-Lourds de la MAW

- Midwest Championship Wrestling
  - 1 fois Champion Poids-Mi-Lourds de la MWCW

- Midwest Independent Association of Wrestling
  - 1 fois Champion Poids-Moyens de la MIAW

- Minnesota Independent Wrestling
  - 1 fois Champion Poids-Moyens de la MIW

- NWA Midwest
  - 1 fois Champion de la X Division de la NWA Midwest

- Neo Pro Wrestling
  - 1 fois Champion Poids-Moyens de la Neo-Pro Midwest

- Pro Wrestling WAR
  - 1 fois Champion Poids-Lourds de la PWW

- Ring of Honor
  - 2 fois ROH World Champion
  - 1 fois ROH World Tag Team Champion avec Roderick Strong

- Steel Domain Wrestling
  - 1 fois Champion par équipes de la SDW avec "The Piston" Ted Dixon

- Total Nonstop Action Wrestling
  - 3 fois Impact World Champion
  - 1 fois Impact Grand Champion (dernier)
  - 6 fois TNA X Division Champion (règne le plus long)
  - 1 fois TNA World Tag Team Champion avec Bobby Roode
  - X Division Showcase (2011)
  - Triple Crown Champion (2013)
  - Feast or Fired (2015 - TNA World Heavyweight Championship)
- DEFY Wrestling
  - 1 fois DEFY Wrestling Champion (actuel)
- World Series Wrestling
  - WSW Heavyweight Championship (1 fois)

## Récompenses des magazines
- Pro Wrestling Illustrated

| Année | 2004 | 2005 | 2006 | 2007 | 2008 | 2009 | 2010 | 2011 | 2012 | 2013 | 2014 | 2015 | 2016 | 2017 | 2018 |
| ----- | ---- | ---- | ---- | ---- | ---- | ---- | ---- | ---- | ---- | ---- | ---- | ---- | ---- | ---- | ---- |
| Rang  | 225  | 62   | 61   | 102  | 31   | 23   | 25   | 76   | 13   | 12   | 23   | 50   | 54   | 60   | 25   |

- Wrestling Observer Newsletter awards
  - Pire match de l'année (2006) TNA Reverse Battle Royal à Bound for Glory[67]

## Fait divers
- Il essaya de participer à l'émission Tough Enough de la WWE mais ne parvient pas à être retenu. Certains lutteurs pensent que la taille d'Aries a dû jouer contre lui. Après cela, lors d'une entrevue vidéo, Austin Aries a dit qu'il avait besoin de s'accomplir en tant que lutteur, cela faisait 10 ans qu'il était dans le métier, il a eu de gros matchs mais il ne pouvait pas continuer comme ça. Tough Enough était l'opportunité de faire cela, il n'a pas été retenu pour l'émission et c'est pourquoi il pense désormais à la retraite. Il remercie tous les fans et profite de sa vie.
- Son nom de lutteur est une combinaison de son signe zodiaque (Aries traduction de Bélier) et le prénom d'un de ses lutteurs favori quand il était jeune : Austin Idol.
- Il a un tatouage qui représente le symbole chinois du Bélier sur son bras.
- Il est végétalien
- Austin Aries a rejoint la WWE le 22 janvier 2016, quatre ans après la sortie du jeu vidéo WWE '12 ayant interprété la voix et la capture de mouvement du jeune prodige de NXT Jacob Cass.